# 魚沼中央自動車学校
魚沼中央自動車学校（うおぬまちゅうおうじどうしゃがっこう）は、新潟県魚沼市にある株式会社ショウ・コーポレーションが運営する指定自動車教習所である。旧学校名は小出自動車学校。

## 沿革
- 2004年（平成16年）10月 - 商号を株式会社小出自動車学校から株式会社魚沼中央自動車学校と変更。
- 2005年（平成17年）1月 - 株式会社小千谷自動車学校・有限会社茨城県羽鳥自動車学校・株式会社碓氷中央自動車教習所・有限会社野田自動車教習所を合併。
- 2007年（平成19年）4月 - 商号を株式会社ショウ・コーポレーションと変更[1]。

## グループ校
- 魚沼中央自動車学校
- 野田自動車教習所
- 秦野自動車教習所
- 安中自動車教習所（旧:碓氷中央自動車教習所）

元グループ校
- 羽鳥自動車学校 - 大宮自動車学校グループに事業譲渡
- 小千谷自動車学校 - 関原自動車学校に事業譲渡

## 教習車種
- 普通自動車（MT車・AT車）
- 準中型自動車
- 中型自動車（2007年6月迄の旧免許制度時代は大型自動車）
- 大型特殊自動車
- 普通自動二輪車（MT車・AT車）
- 小型自動二輪車

## 学校周辺
- 国道17号
- 国道291号
- 小出南部工業団地
- 八色駅
- 新潟県道232号浦佐小出線
- 新潟県道372号五箇小出線

## 関連会社
和田グループ企業
- 株式会社メディカルファーマシィー（ミキ薬局） - 調剤薬局30店（都内及び近県）
- 株式会社ワカホ - 不動産賃貸管理・葬祭（旧社名：株式会社板橋自動車教習所、2001年に自動車教習所事業から撤退し現社名に変更）
- 株式会社和田 - 経理事務代行
- 株式会社川田商店 - 青果卸
- 株式会社日創技建
- 株式会社新宿調剤薬局 - 調剤薬局（新宿区）
- 株式会社台東調剤薬局 - 調剤薬局（台東区）
- 有限会社クローバー - 調剤薬局2店（渋谷区）
- 株式会社大湯ホテル - 新潟県魚沼市大湯温泉